# 尚索尔地区圣博内
尚索尔地区圣博内（法語：Saint-Bonnet-en-Champsaur，法語發音：[sɛ̃ bɔnɛ ɑ̃ ʃɑ̃psɔʁ]或[sɛ̃ bɔnɛ ɑ̃ ʃɑ̃sɔʁ]），法国东南部城市，普罗旺斯-阿尔卑斯-蓝色海岸大区上阿尔卑斯省的一个市镇，隶属于加普区，其市镇面积为35.85平方公里，2022年1月1日时人口数量为2,081人，在法国城市中排名第5,250位。
尚索尔地区圣博内位于上阿尔卑斯省中部，德拉克河右岸，是尚索尔地区的核心市镇，多条公路在此交汇。

## 地名来源

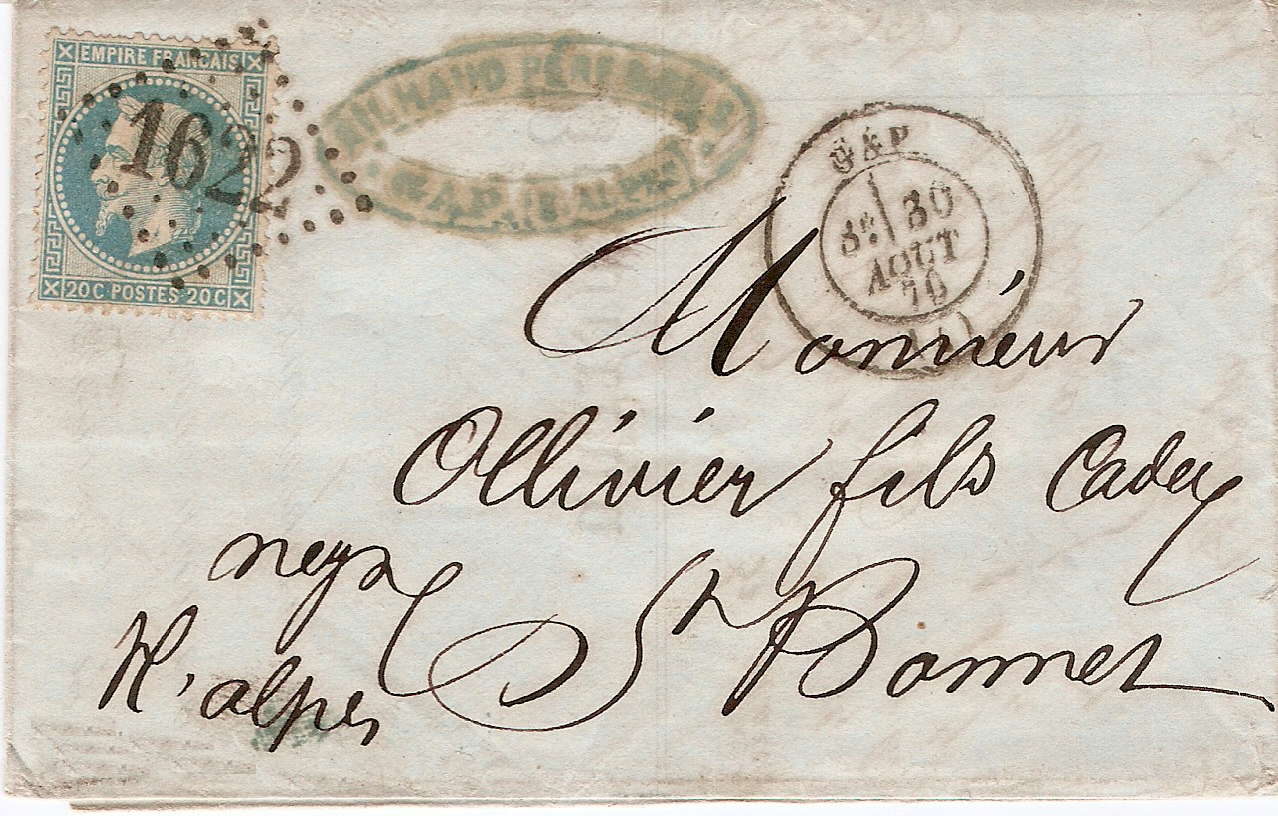
19世纪末一封标记有“St Bonnet”的信封

“圣博内”一名最初以于公元12世纪以拉丁语“Sanctus Bonitus”的形式被记载，该名称出自天主教圣人克莱蒙的博内，他曾担任克莱蒙主教。
“尚索尔”是当地所在的传统自然区，该后缀自1988年起成为当地官方名称的一部分，其名称的具体来源尚存在争议，阿尔卑斯文学家约瑟夫·罗芒认为“Champsaur”出自拉丁语单词“Campania”，意为“农村”，可能与当地的农业生产活动有关。此外，“Champsaur”在当地的传统发音为[ʃɑ̃psɔʁ]，但不带“[p]”的发音形式[ʃɑ̃sɔʁ]亦有出现。
尚索尔地区圣博内所处区域历史上曾通行奥克语，“Saint-Bonnet-en-Champsaur”对应的奥克语拼写为“Sant-Bonet-de-Champsaur”，在Openstreetmap中则被标记为“Sant-Bonet-de-Chamsaur”。

## 历史

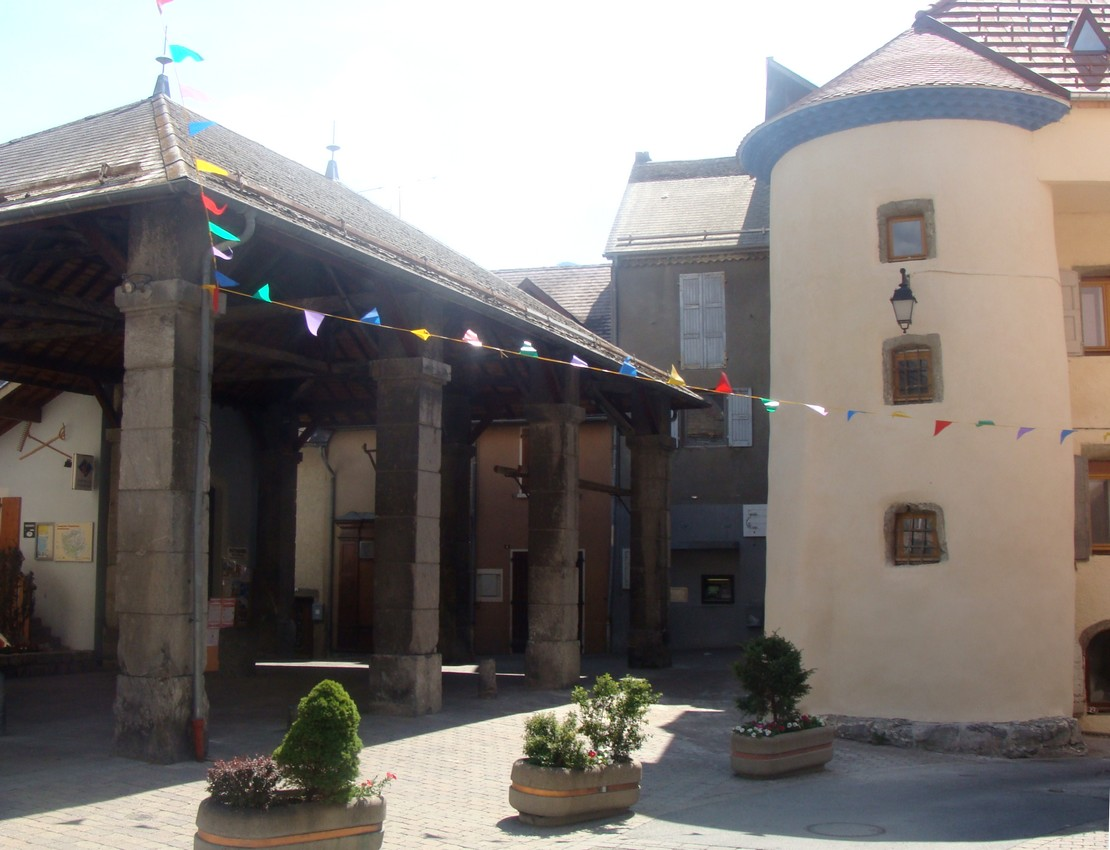
建于1843年的圣博内集市大堂

尚索尔地区圣博内成立于2013年1月1日，由贝内旺和沙尔比拉克、莱桑富尔纳和尚索尔地区圣博内三个市镇合并而成，其中政府驻地为尚索尔地区圣博内，新组成的市镇亦沿用此名。
根据普罗旺斯-阿尔卑斯-蓝色海岸大区旅游局官方网站的论述，中世纪初，有两三名道士在尚索尔地区修建修道院，其附近逐渐形成聚落，此乃圣博内的城市前身，修道院附近的河谷地带则得到开垦。中世纪中期，圣博内已发展成为尚索尔地区的首府，当地兴建了城墙等设施。1349年，圣博内所在的多菲内被并入法兰西王国。公元17世纪，圣博内镇中心建立了方形钟楼。宗教战争期间，路易十三和黎塞留在前往意大利的途中曾经停圣博内，萨伏伊军队曾于1692年占领圣博内。1722年，圣博内发生特大火灾，当地共有157间房屋被烧毁。法国大革命后，圣博内成为上阿尔卑斯省的一个市镇。1843年，圣博内集市大堂建成。2020年环法自行车赛经过尚索尔地区圣博内。
贝内旺和沙尔比拉克和莱桑富尔纳历史上则均长期为普通村落，法国大革命后成为两个独立市镇。

## 地理

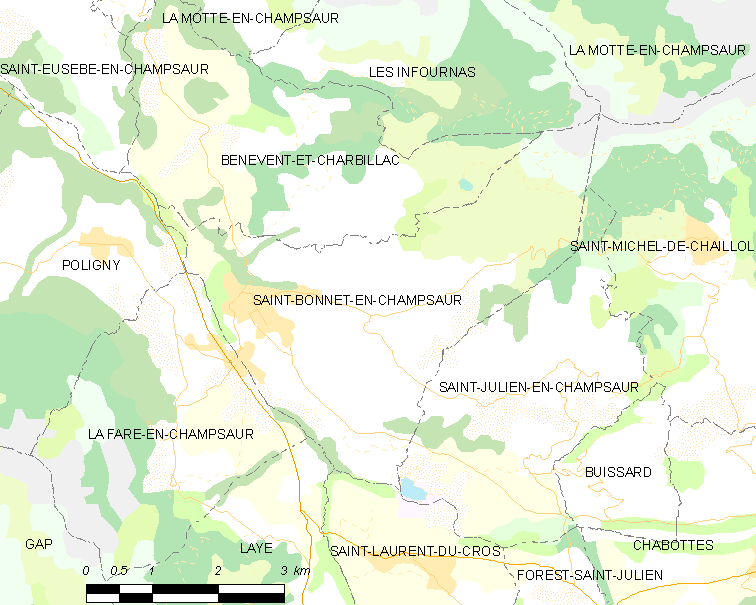
尚索尔地区圣博内（旧市镇）范围地图

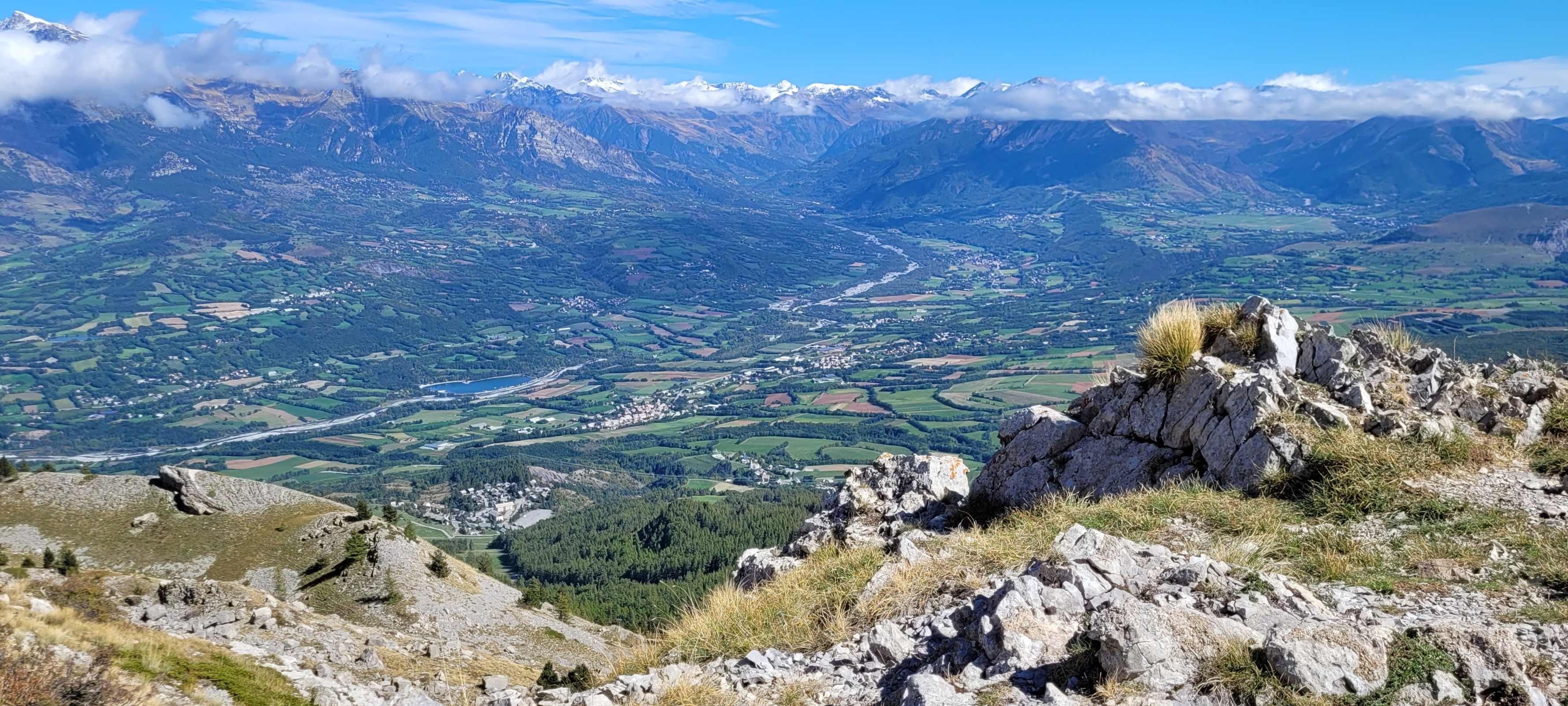
眺望圣博内及尚索尔河谷地区全景

尚索尔地区圣博内位于法国东南部，普罗旺斯-阿尔卑斯-蓝色海岸大区北部和上阿尔卑斯省中部，距离省会加普大约17公里。与尚索尔地区圣博内接壤的市镇包括：欧贝萨涅、尚索尔地区拉莫特、波利尼、尚索尔地区拉法尔、圣米歇尔德沙约勒、莱村、圣洛朗迪克罗和尚索尔地区圣朱利安。

### 地形
尚索尔地区圣博内位于埃克兰山西南部的尚索尔地区，境内以浅丘和山地为主，市镇中心地势较为平坦，东部山区地势则起伏明显，全境海拔在939到2440米之间。

### 水文
尚索尔地区圣博内位于罗讷河流域范围内，其二级支流德拉克河自东南向西北流经境内西南界，沿该河右岸开凿的圣博内运河从德拉克上游引水，为其沿途区域提供灌溉水源。

### 植被
尚索尔地区圣博内属于温带阔叶混交林和针叶林区，林地广泛分布于河流及山地地区。
在鲜花城市的评比中，尚索尔地区圣博内被评为2星级鲜花城市。

### 气候
尚索尔地区圣博内在柯本气候分类法中属于山地气候。
尚索尔地区圣博内境内设有气象站，以下为该气象站的数据（其中日照数据取自2012至2022年间的圣莱热莱梅莱兹气象站）：
| 尚索尔地区圣博内 1981年－2019年 | 尚索尔地区圣博内 1981年－2019年 | 尚索尔地区圣博内 1981年－2019年 | 尚索尔地区圣博内 1981年－2019年 | 尚索尔地区圣博内 1981年－2019年 | 尚索尔地区圣博内 1981年－2019年 | 尚索尔地区圣博内 1981年－2019年 | 尚索尔地区圣博内 1981年－2019年 | 尚索尔地区圣博内 1981年－2019年 | 尚索尔地区圣博内 1981年－2019年 | 尚索尔地区圣博内 1981年－2019年 | 尚索尔地区圣博内 1981年－2019年 | 尚索尔地区圣博内 1981年－2019年 | 尚索尔地区圣博内 1981年－2019年 |
| 月份                            | 1月                             | 2月                             | 3月                             | 4月                             | 5月                             | 6月                             | 7月                             | 8月                             | 9月                             | 10月                            | 11月                            | 12月                            | 全年                            |
| ------------------------------- | ------------------------------- | ------------------------------- | ------------------------------- | ------------------------------- | ------------------------------- | ------------------------------- | ------------------------------- | ------------------------------- | ------------------------------- | ------------------------------- | ------------------------------- | ------------------------------- | ------------------------------- |
| 历史最高温 °C（°F）             | 18 (64)                         | 20 (68)                         | 24 (75)                         | 26 (79)                         | 29 (84)                         | 34 (93)                         | 35 (95)                         | 33 (91)                         | 33 (91)                         | 26 (79)                         | 21.5 (70.7)                     | 17 (63)                         | 35 (95)                         |
| 平均高温 °C（°F）               | 4.6 (40.3)                      | 6 (43)                          | 10.3 (50.5)                     | 12.6 (54.7)                     | 18.1 (64.6)                     | 21.7 (71.1)                     | 24.7 (76.5)                     | 24.6 (76.3)                     | 19.5 (67.1)                     | 14.9 (58.8)                     | 7.9 (46.2)                      | 4.7 (40.5)                      | 14.1 (57.4)                     |
| 日均气温 °C（°F）               | 0.1 (32.2)                      | 1.2 (34.2)                      | 4.9 (40.8)                      | 7.4 (45.3)                      | 12.2 (54.0)                     | 15.4 (59.7)                     | 18 (64)                         | 17.9 (64.2)                     | 13.8 (56.8)                     | 10.1 (50.2)                     | 4 (39)                          | 0.9 (33.6)                      | 8.8 (47.8)                      |
| 平均低温 °C（°F）               | −4.3 (24.3)                     | −3.6 (25.5)                     | −0.5 (31.1)                     | 2.1 (35.8)                      | 6.2 (43.2)                      | 9 (48)                          | 11.3 (52.3)                     | 11.2 (52.2)                     | 8.1 (46.6)                      | 5.2 (41.4)                      | 0.1 (32.2)                      | −3 (27)                         | 3.5 (38.3)                      |
| 历史最低温 °C（°F）             | −19 (−2)                        | −19 (−2)                        | −15 (5)                         | −8 (18)                         | −2 (28)                         | 0 (32)                          | 2 (36)                          | 2.5 (36.5)                      | −2 (28)                         | −6 (21)                         | −13 (9)                         | −16 (3)                         | −19 (−2)                        |
| 平均降水量 mm（）               | 78.2 (3.08)                     | 60 (2.4)                        | 59.4 (2.34)                     | 91.2 (3.59)                     | 96.7 (3.81)                     | 77.9 (3.07)                     | 49.5 (1.95)                     | 62.1 (2.44)                     | 107.6 (4.24)                    | 151.4 (5.96)                    | 122.7 (4.83)                    | 109.7 (4.32)                    | 1,066.4 (41.98)                 |
| 月均日照時數                    | 57.7                            | 68.4                            | 117.1                           | 161.4                           | 217.2                           | 214.7                           | 276.5                           | 231.5                           | 142.2                           | 75                              | 51.1                            | 39.9                            | 1,652.7                         |
| 来源：infoclimat.fr             |                                 |                                 |                                 |                                 |                                 |                                 |                                 |                                 |                                 |                                 |                                 |                                 |                                 |

## 行政区划
尚索尔地区圣博内的市镇编号为05132，邮政编号为05500。
在行政管理方面，尚索尔地区圣博内隶属于法国普罗旺斯-阿尔卑斯-蓝色海岸大区上阿尔卑斯省加普区；在地方选举方面，尚索尔地区圣博内是尚索尔地区圣博内县的中央投票站所在地，其市镇范围全境被划入上阿尔卑斯省第二选区；在社会管理方面，尚索尔地区圣博内是尚索尔-瓦尔戈德马尔市镇公共社区的办公驻地。
截至2023年1月，尚索尔地区圣博内市镇暂无城市敏感街区及城市政策优先街区。
法国国家统计与经济研究所（简称）在进行数据统计时，未将尚索尔地区圣博内划入任何城市核心区（Unité urbaine）及城市区（Aire urbaine）。自2020年起，尚索尔地区圣博内被划入包含73个市镇的加普城市辐射区内。此外，还将尚索尔地区圣博内市镇整体看作一个“块区”（IRIS），以便于统计人口分布情况。

## 交通

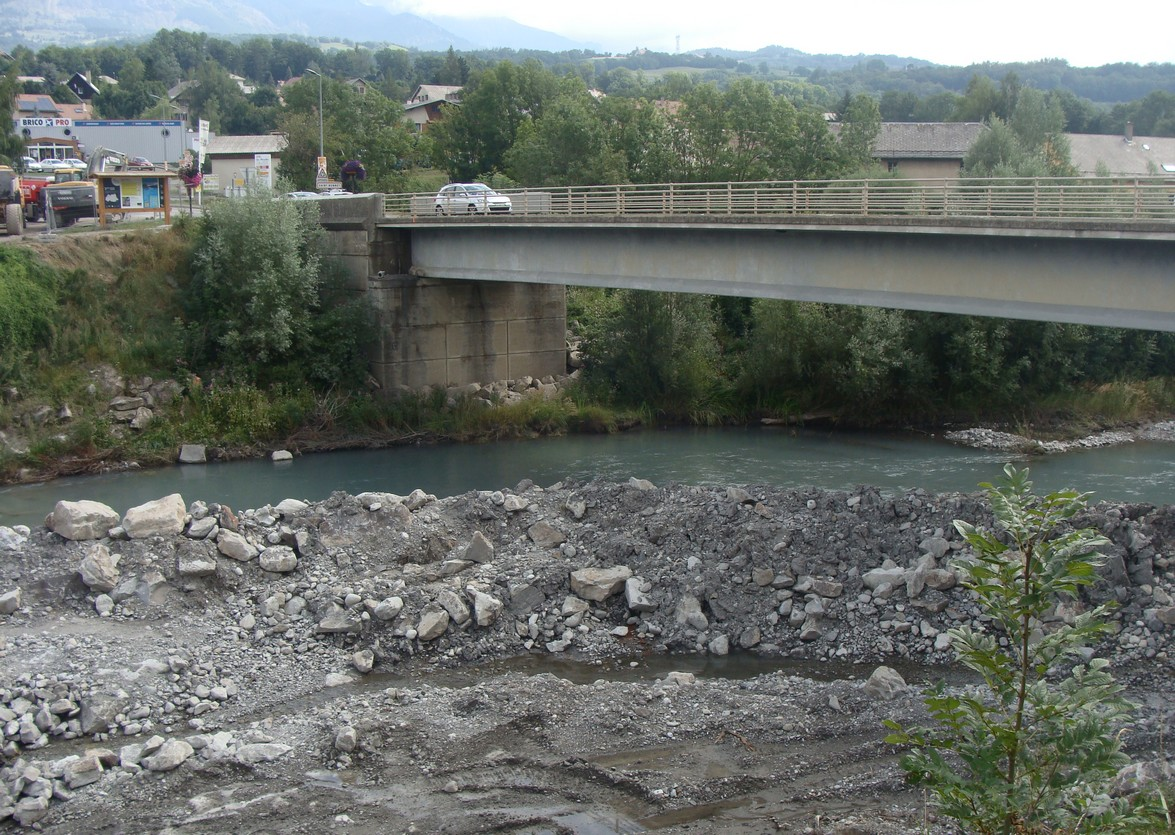
德拉克河大桥

### 公路
上阿尔卑斯省省道D23线、D43线、D123线和D945线在尚索尔地区圣博内境内交汇。普罗旺斯-阿尔卑斯-蓝色海岸大区下属的城际客运提供巴士线路，可前往省会加普。
| 8 | 80 |

| 加普 | 16 |

| 格勒诺布尔 | 89 |

| 埃希罗勒 | 84 |

2019年，56.2%的尚索尔地区圣博内家庭拥有至少一辆私人汽车。2019年，尚索尔地区圣博内境内共发生各类交通事故1起，造成1人受伤。

### 铁路
距离尚索尔地区圣博内最近的运营中的客运铁路车站为16公里外的加普站，该站停靠前往巴黎的夜班城际列车以及前往马赛、格勒诺布尔、布里扬松及瓦朗斯方向的区域列车。

### 航空
尚索尔地区圣博内市中心距离里昂圣埃克絮佩里机场及马赛普罗旺斯机场的公路里程分别约176公里和191公里。

### 城市公共交通
截至2023年1月，尚索尔地区圣博内暂无城市公共交通系统。

## 政治

### 市政内阁

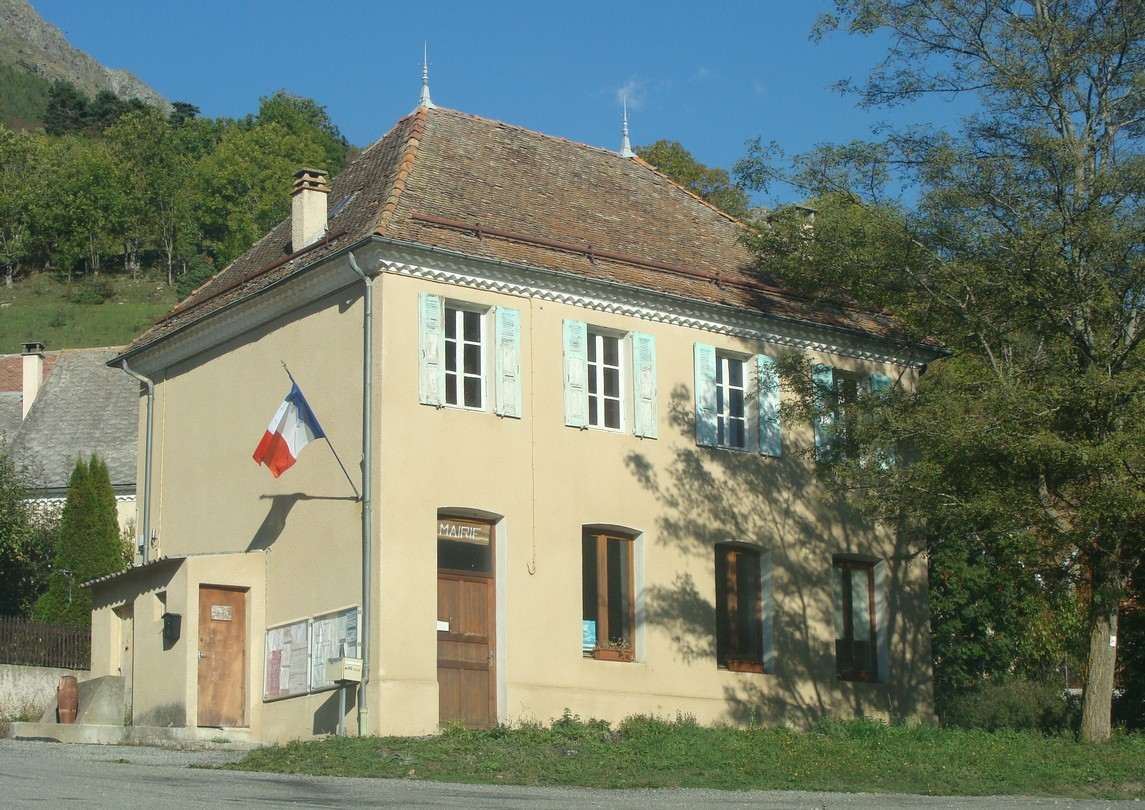
原莱桑富尔纳市政厅

尚索尔地区圣博内的现任市长为洛朗·多马克先生（Laurent DAUMARK），他是一名无党派人士，在2020年的市政选举中获得了53.59%的支持率。
| 尚索尔地区圣博内历届市长 | 尚索尔地区圣博内历届市长                      | 尚索尔地区圣博内历届市长           |
| 任期                     | 市长                                          | 党派                               |
| ------------------------ | --------------------------------------------- | ---------------------------------- |
| 1945年－1947年           | Joseph BROCHIER 约瑟夫·布洛希耶               | 不详                               |
| 1947年－1961年           | Francine EYRAUD-VILLARON 弗朗西内·埃罗-维拉龙 | 不详                               |
| 1961年－1965年           | Michel DENANTE 米歇尔·德南特                  | 不详                               |
| 1965年－1971年           | Grégory REMBAUD 格雷戈里·朗博                 | 不详                               |
| 1971年－1977年           | Marcel MAUCORONNEL 马塞尔·莫科罗内尔          | 不详                               |
| 1977年－1989年           | Jean-Claude BAUDOIN 让-克洛德·博杜安          | 不详                               |
| 1989年－2014年           | Jean-Pierre FESTA 让-皮埃尔·费斯塔            | UMP人民运动联盟 →DVD右翼无党派人士 |
| 2014年－                 | Laurent DAUMARK 洛朗·多马克                   | 無黨籍                             |

### 各级选举
| 尚索尔地区圣博内历届投票选举结果 | 尚索尔地区圣博内历届投票选举结果 | 尚索尔地区圣博内历届投票选举结果 | 尚索尔地区圣博内历届投票选举结果 | 尚索尔地区圣博内历届投票选举结果  | 尚索尔地区圣博内历届投票选举结果 | 尚索尔地区圣博内历届投票选举结果 | 尚索尔地区圣博内历届投票选举结果  | 尚索尔地区圣博内历届投票选举结果 | 尚索尔地区圣博内历届投票选举结果 |
| 选举项目                         | 选举范围                         | 选区单位                         | 选区单位内的选举结果             | 选区单位内的选举结果              | 选区单位内的选举结果             | 选区单位内的选举结果             | 选区单位内的选举结果              | 选区单位内的选举结果             | 参考资料                         |
| 选举项目                         | 选举范围                         | 选区单位                         | 第一轮胜出者                     | 第一轮胜出者                      | 支持率                           | 第二轮胜出者                     | 第二轮胜出者                      | 支持率                           | 参考资料                         |
| -------------------------------- | -------------------------------- | -------------------------------- | -------------------------------- | --------------------------------- | -------------------------------- | -------------------------------- | --------------------------------- | -------------------------------- | -------------------------------- |
| 2017年法國總統選舉               | 法國                             | 市镇                             |                                  | 让-吕克·梅朗雄                    | 21.18%                           |                                  | 埃马纽埃尔·马克龙                 | 66.61%                           | [ 33 ]                           |
| 2017年法国立法选举               | 上阿尔卑斯省第二选区             | 市镇                             |                                  | 若埃尔·吉罗                       | 38.65%                           |                                  | 若埃尔·吉罗                       | 52.99%                           | [ 33 ]                           |
| 2019年欧洲议会选举               | 法國                             | 市镇                             |                                  | 娜塔莉·卢瓦索                     | 21.77%                           | （不适用）                       | （不适用）                        | （不适用）                       | [ 35 ]                           |
| 2021年法国省级选举               | 上阿尔卑斯省                     | 县                               |                                  | 贝阿特丽丝·阿洛西亚 帕特里克·里库 | 73.54%                           |                                  | 贝阿特丽丝·阿洛西亚 帕特里克·里库 | 72.68%                           | [ 36 ]                           |
| 2021年法国省级选举               | 上阿尔卑斯省                     | 市镇                             |                                  | 贝阿特丽丝·阿洛西亚 帕特里克·里库 | 75.97%                           |                                  | 贝阿特丽丝·阿洛西亚 帕特里克·里库 | 68.05%                           | [ 36 ]                           |
| 2021年法国大区选举               | 普罗旺斯-阿尔卑斯-蔚蓝海岸大区   | 市镇                             |                                  | 雷诺·米斯利耶                     | 37.39%                           |                                  | 雷诺·米斯利耶                     | 70.24%                           | [ 37 ]                           |
| 2022年法国总统选举               | 法國                             | 市镇                             |                                  | 埃马纽埃尔·马克龙                 | 25.75%                           |                                  | 埃马纽埃尔·马克龙                 | 60.78%                           | [ 33 ]                           |
| 2022年法国立法选举               | 上阿尔卑斯省第二选区             | 市镇                             |                                  | 若埃尔·吉罗                       | 36.64%                           |                                  | 若埃尔·吉罗                       | 55.57%                           | [ 33 ]                           |

## 人口
2019年，尚索尔地区圣博内市镇人口数量为2,063，在法国排名第5,250位。其中男性1,012人，女性1,051人，75岁及以上人口占9.0%，外籍人口数量为26人，人口密度为137人/平方公里，当地居民被称为（男性）或（女性）。2020年，尚索尔地区圣博内境内出生16人，死亡人口15人。
| 尚索尔地区圣博内1901年－2020年人口变化情况                                                         |
| |
| 原尚索尔地区圣博内 原尚索尔地区圣博内、贝内旺和沙尔比拉克、莱桑富尔纳之和 数据来源：Cassini、INSEE |

## 经济
尚索尔地区圣博内是一个区域性的中心城市。截止2023年1月，尚索尔地区圣博内市镇范围内共有各类用人单位（包含自雇）532家，平均历史为18年，均为中小型企业（PME），2022年11月至2023年1月间，当地的经济活力指数为1.18%。（零售）、（私人服务）及（财会）是当地2021年营业额最高的三个企业，分别为7,347,740欧元、236,437欧元和166,316欧元。

## 财政与居民收入
2021年，尚索尔地区圣博内的财政收入总额为2,819,410欧元，财政支出总额为1,626,860欧元，当年的债务总额为3,941,710欧元。2021年，尚索尔地区圣博内市镇通过增值税获得435,720欧元的收入，此外当地还共获得了956,410欧元的国家直接财政补助。
2020年，尚索尔地区圣博内的人均月收入总额为2,074欧元，其中高级职员为3550欧元，低于法国平均水平（4,230欧元）；中级职员为2,185欧元，低于法国平均水平（2,411欧元）；普通职员为1,671欧元，亦低于法国平均水平（1,740欧元）。
2019年，尚索尔地区圣博内境内的贫困率为13%，青壮年（15至64岁）失业率为7.7%；当地50.1%的家庭拥有纳税资格，平均纳税1,959欧元，低于法国平均水平（3,910欧元）。

## 社会事务

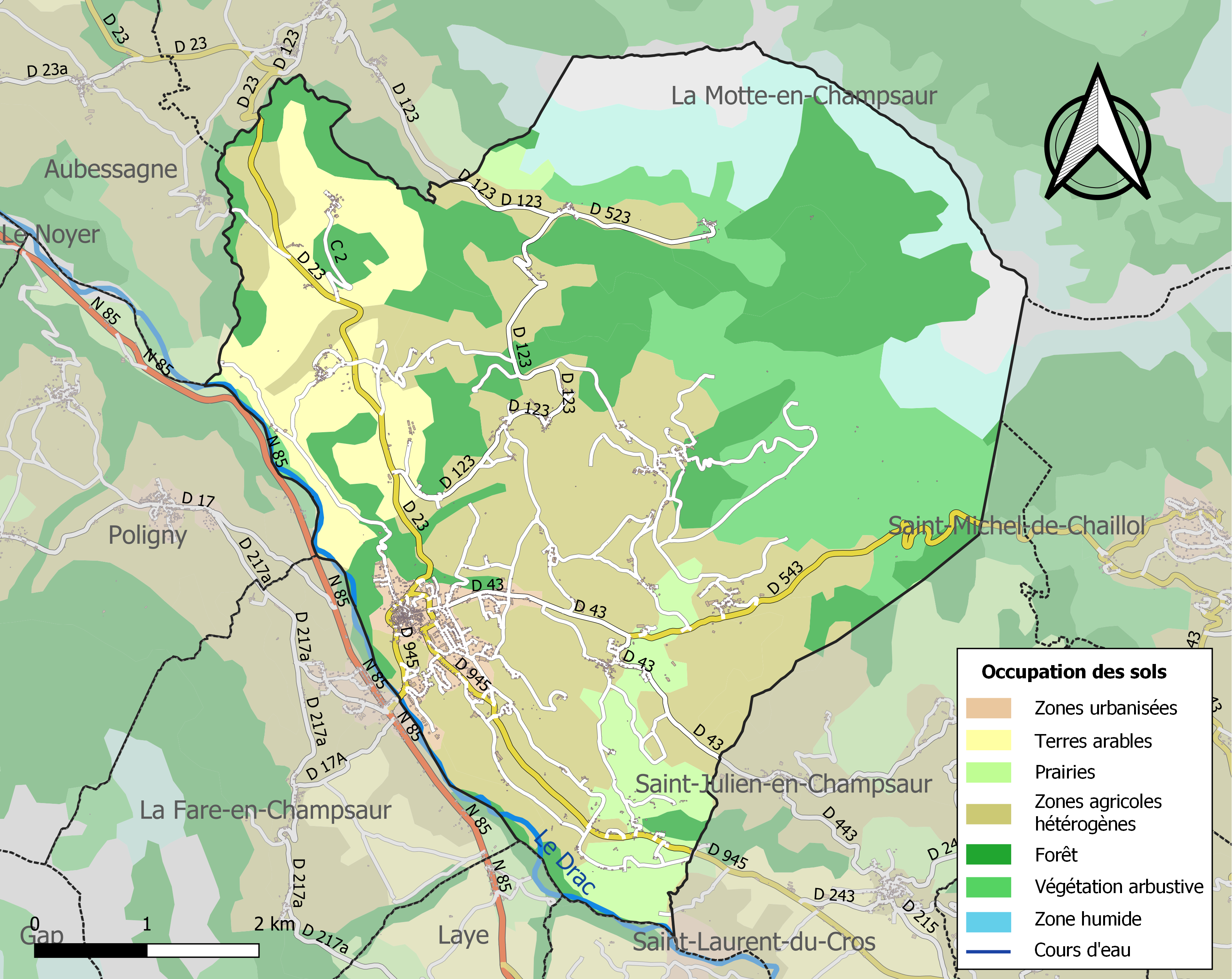
尚索尔地区圣博内土地利用情况地图
城市用地
耕地
草地
农业用地
林地
绿地
湿地
水域

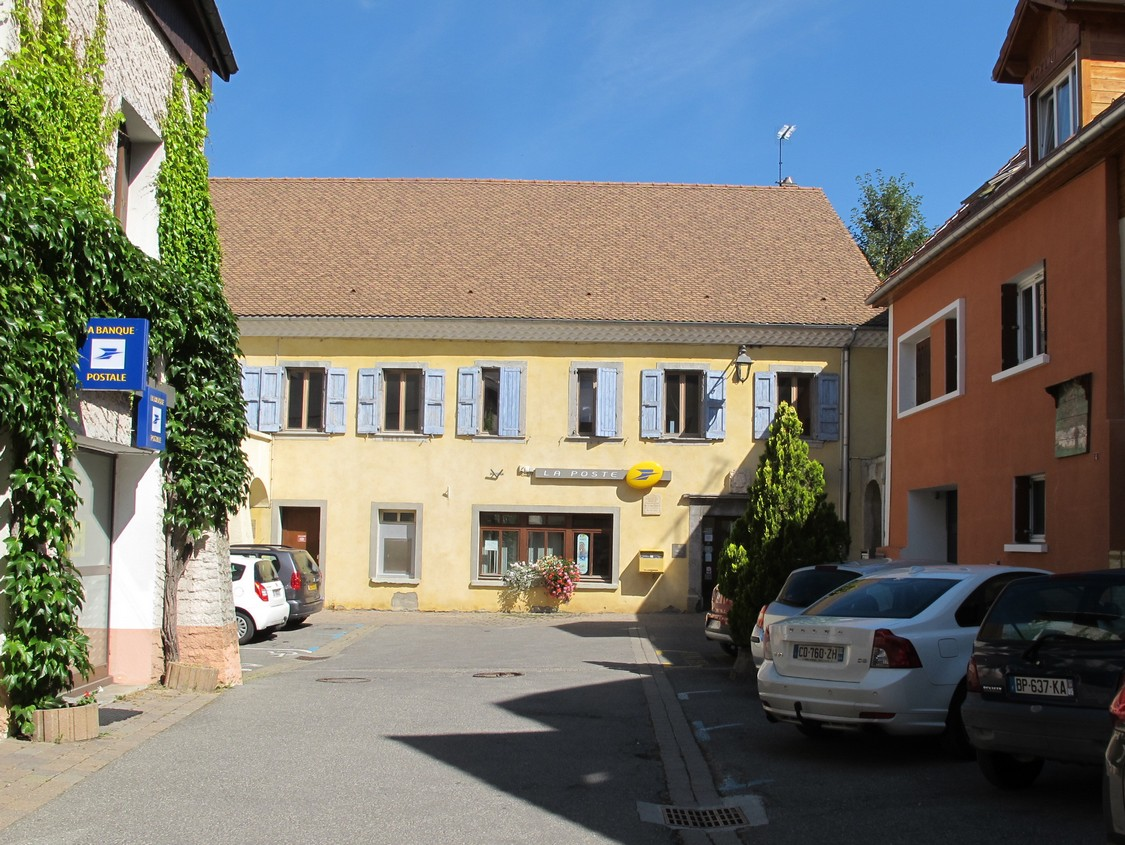
尚索尔地区圣博内邮局

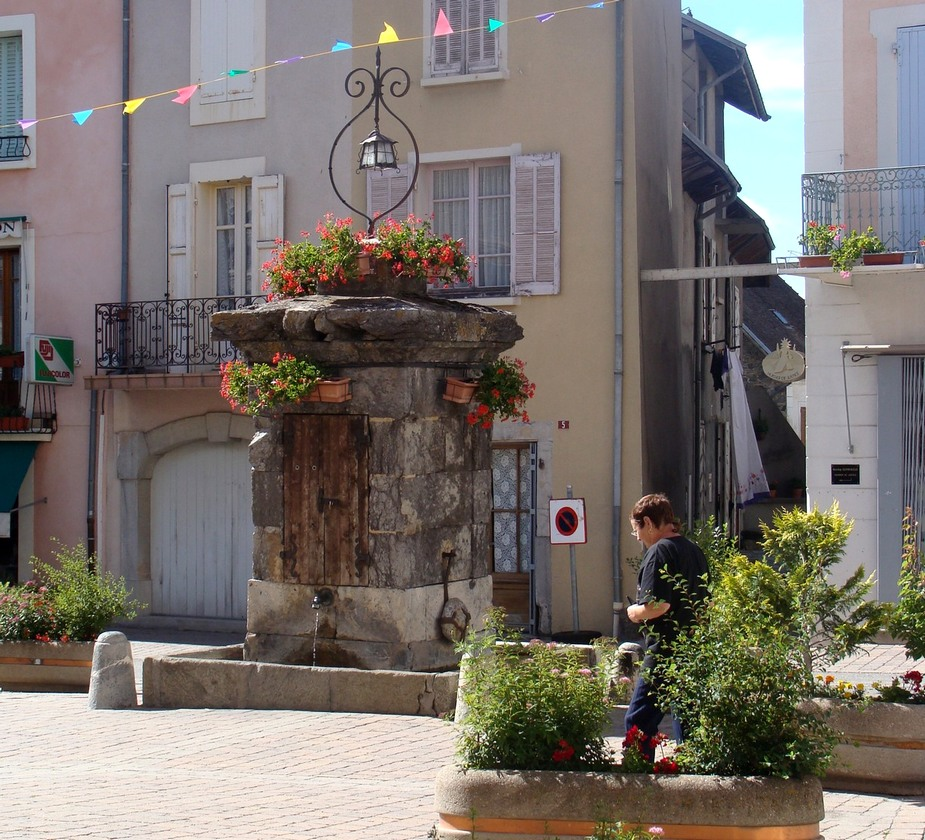
镇中心的谢夫勒里勒井

### 教育
尚索尔地区圣博内属于艾克斯-马赛学区。截止2021年1月1日，尚索尔地区圣博内境内共有1所小学和1所初级中学。2018至2019学年度，尚索尔地区圣博内境内共有在校中等教育阶段学生459名。

### 医疗
截止2021年1月1日，尚索尔地区圣博内境内共有全科医生4名、保健师8名、牙医1名和护士5名。境内共有药房2家。
距离尚索尔地区圣博内最近的区域性医疗机构为南阿尔卑斯市际中心医院（Centre hospitalier intercommunal des Alpes du sud）下属的加普病区（Site de Gap），后者距离尚索尔地区圣博内市区的正常车程约24分钟，该院设有床位424个，是该区域规模最大的公立综合性医院。

### 住房
2019年，尚索尔地区圣博内境内共有各类住房1,543套，其中62.0%为独立式居民区，37.6%为集中式居民区。常住房屋占尚索尔地区圣博内市镇范围内居民建筑总量的62.1%。
在住房保障政策方面，2021年，尚索尔地区圣博内境内共有126户家庭获得了住房经济补助，受益人数占总人口数量的6.1%，其中114份为房租补助。

### 商业
2021年，尚索尔地区圣博内境内共有各类实体商铺73家，其中餐厅10家、大型超市3家、杂货店1家、面包房3家、肉铺4家、书店1家、装饰品店1家、银行门店1家、美容美发店3家、汽车维修店4家。市区西部的尚索尔地区拉法尔境内建有开放式商业街区，有Intermarché等购物商场。

### 体育
2021年，尚索尔地区圣博内境内共有1家游泳池、2间体育馆、4处网球场、1处马术场、1处足球或橄榄球场以及1处篮球或排球场。
截至2023年1月，尚索尔地区圣博内境内共有家注册足球俱乐部。尚索尔-瓦尔戈德马尔联合足球俱乐部（Alliance Football Champsaur Valgaudemar，编号547456）是当地的代表性足球队，其注册地址位于沙博特，其主队2022至2023赛季参加上阿尔卑省足球联赛乙组（法国第十级别），其主场为沙博特境内的德拉克球场（Stade du Drac）。

### 环境
尚索尔地区圣博内的环境事务由其所属的尚索尔-瓦尔戈德马尔市镇公共社区联合各级政府协调负责。2021年，尚索尔地区圣博内境内暂无污染企业。

### 治安
2021年，尚索尔地区圣博内市镇范围内有1处宪兵队。
尚索尔地区圣博内及其附近的共111个市镇是国家宪兵队（zone gendarmerie de Gap）的管辖范围。2020年，该宪兵队累计记录各类案件1,643起，其中盗窃类案件691起，经济类案件238起，毒品交易类案件233起。

## 文化
2021年，尚索尔地区圣博内境内有1家电影院。尚索尔地区圣博内境内建有多媒体中心，每周一、二、三、五、六向公众开放。

### 建筑
尚索尔地区圣博内境内有多处历史建筑，其中堂区教堂（Église paroissiale de Saint-Bonnet-en-Champsaur）、莱佩泰特小教堂等为法国国家文物保护单位。

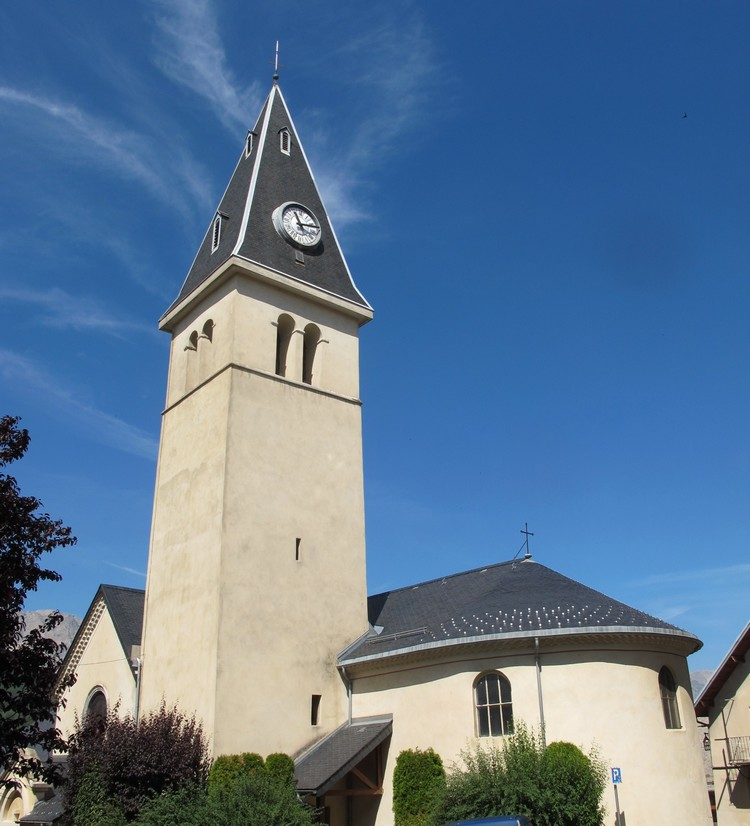
教堂方形钟楼
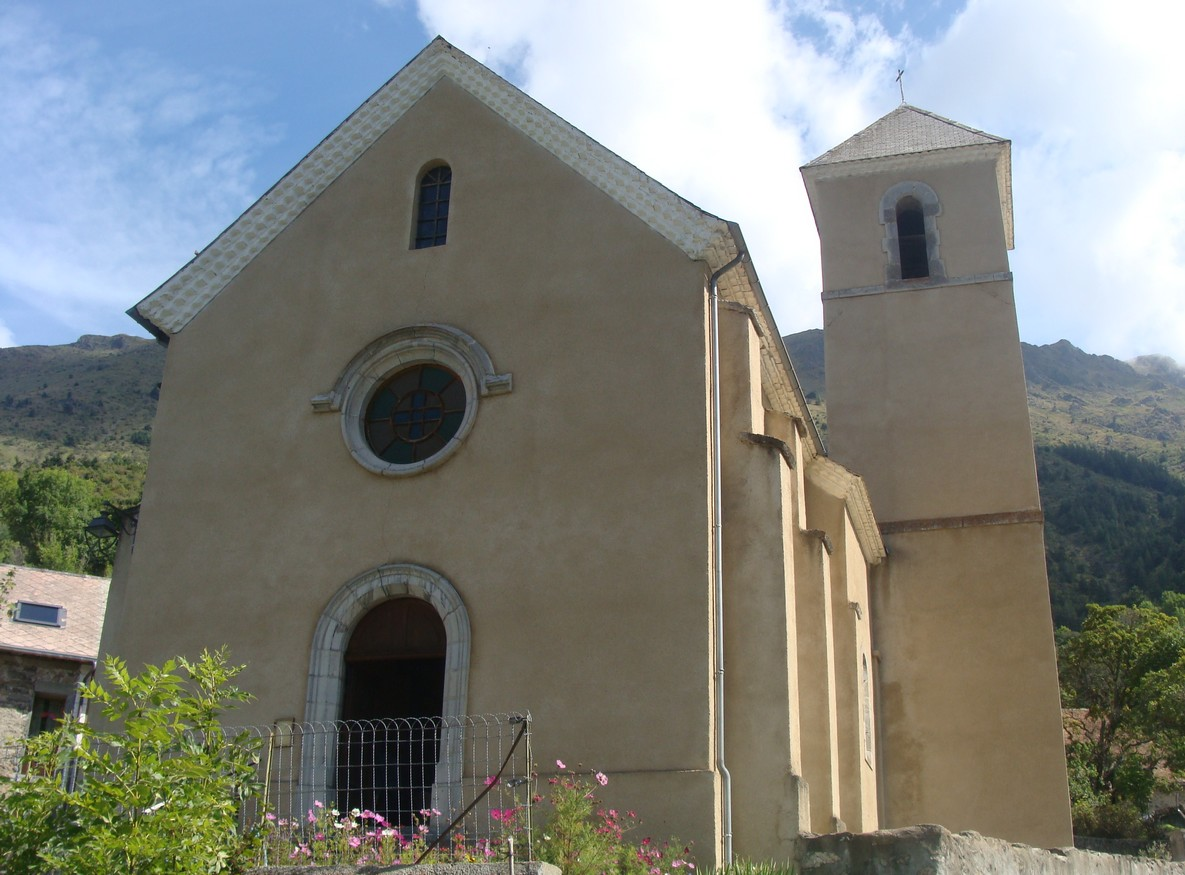
莱桑富尔纳教堂
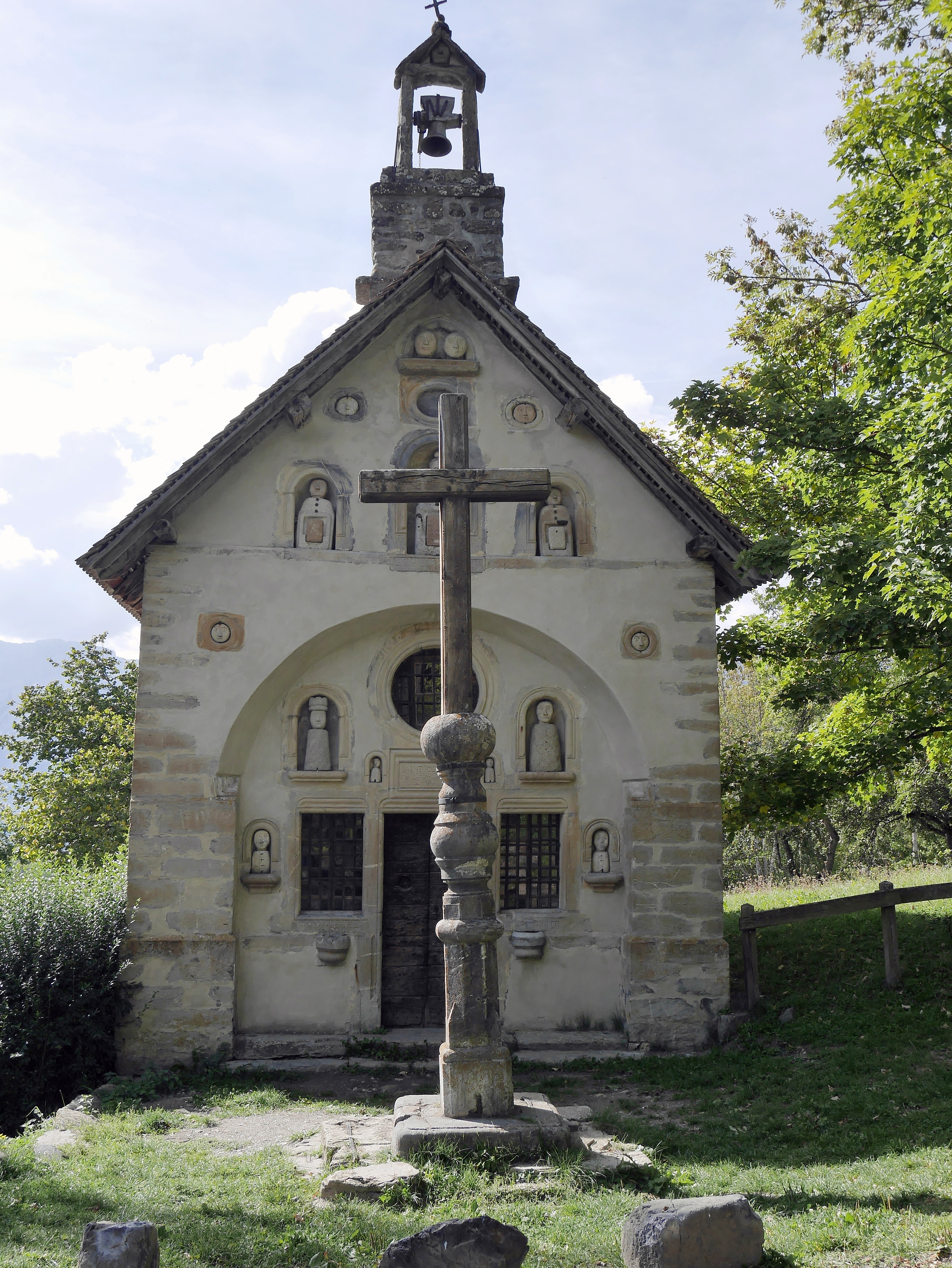
莱佩泰特小教堂（法语：Chapelle des Pétètes）
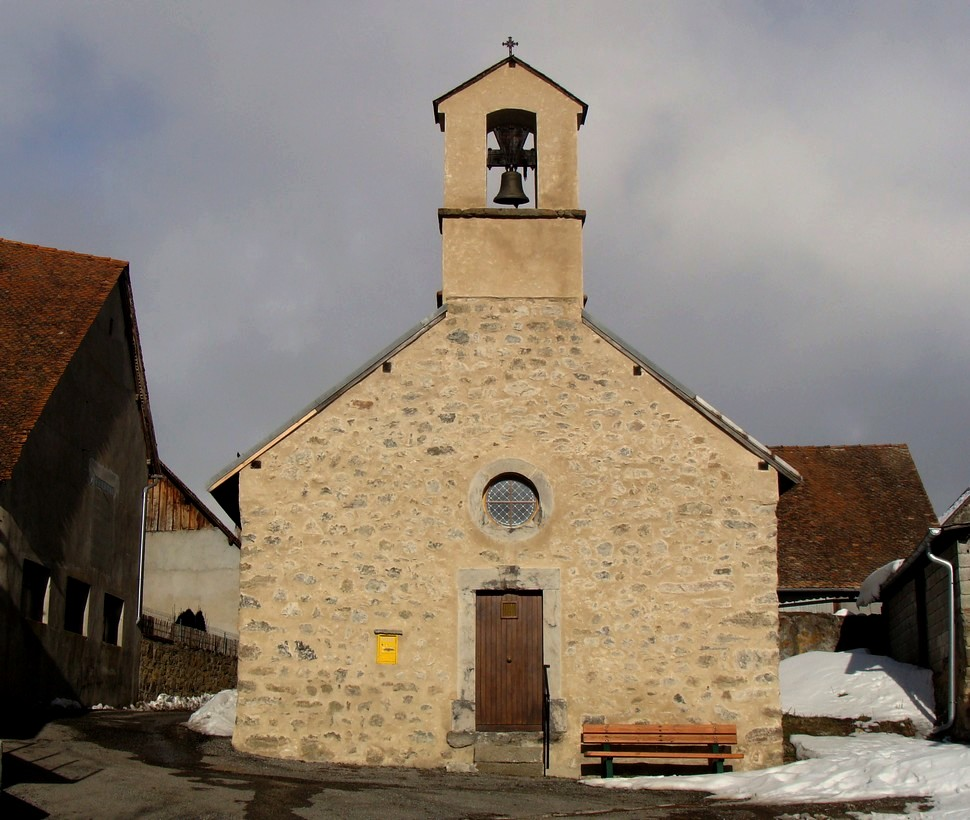
洛拉涅小教堂
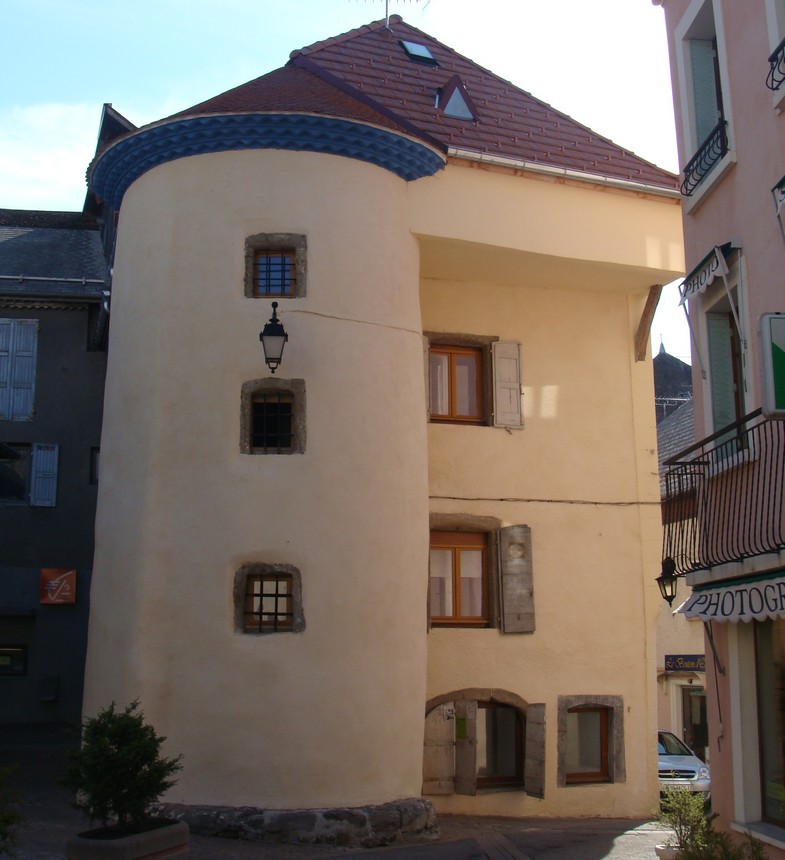
格勒内特塔
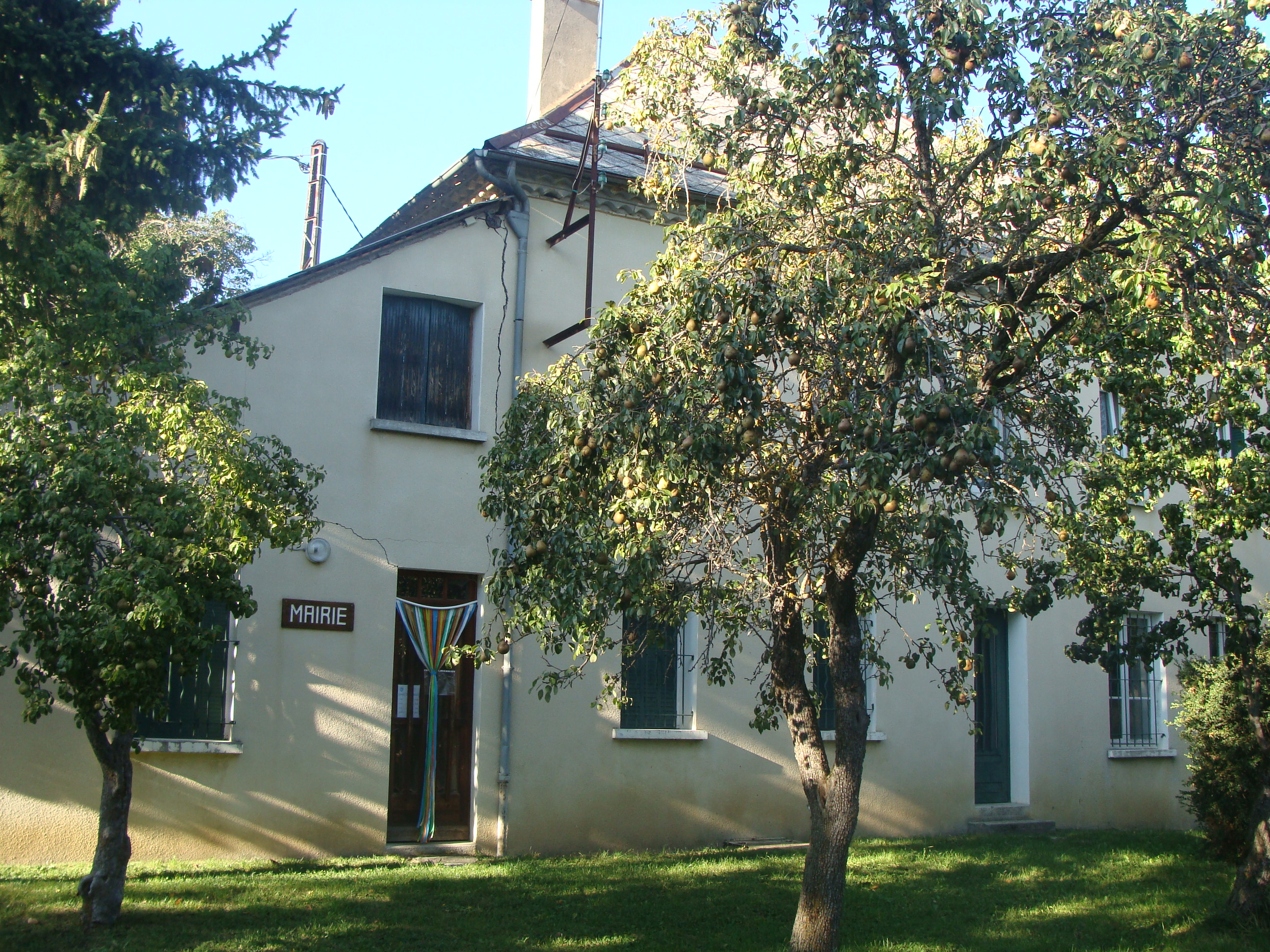
原贝内旺市政厅
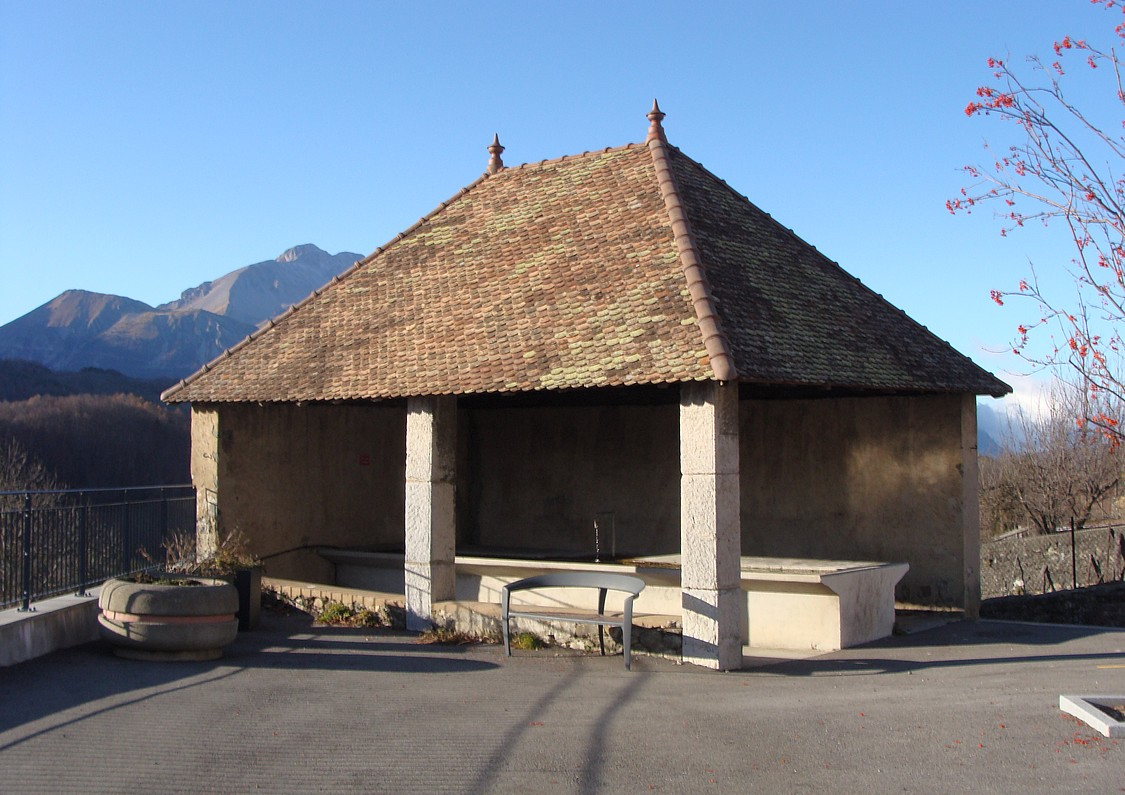
科尔尼什浣洗池
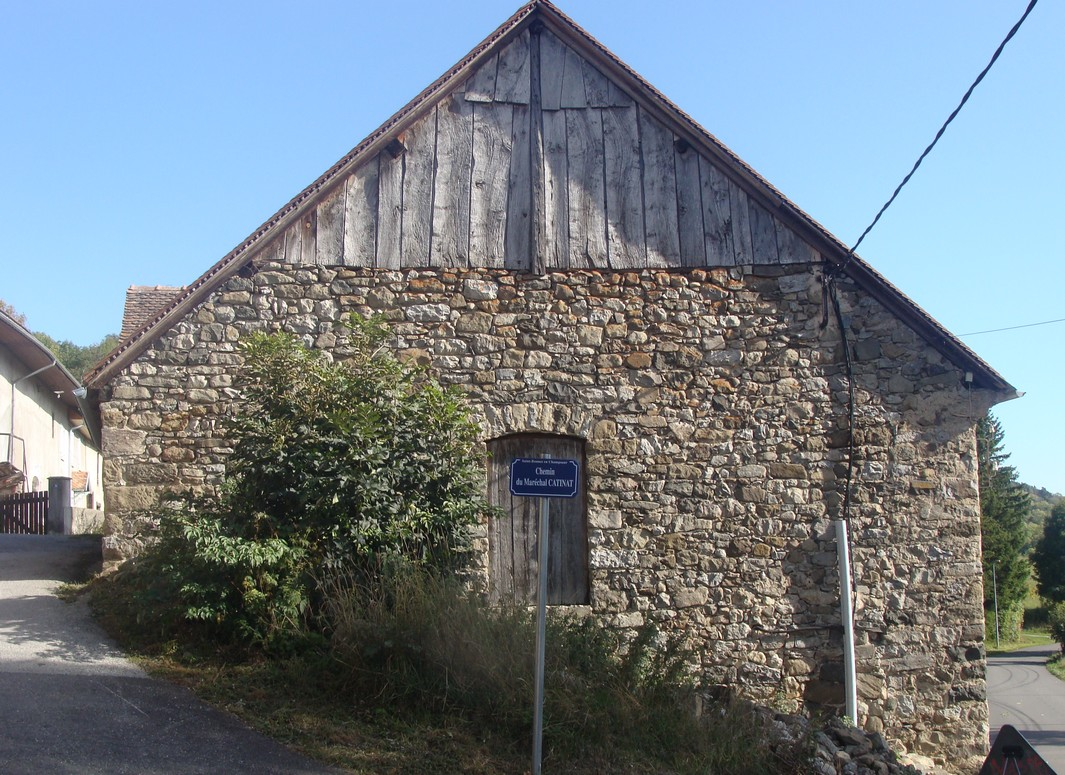
一处农舍

### 旅游
尚索尔地区圣博内的旅游事务由其所属的尚索尔-瓦尔戈德马尔市镇公共社区负责。2022年，尚索尔地区圣博内境内共有2家酒店共计36间房间；另有1个露营地，可容纳共47辆露营车。

### 媒体
法国主要的媒体均可在尚索尔地区圣博内接收，法国电视三台下属的普罗旺斯-阿尔卑斯-蓝色海岸大区频道在部分时段播出尚索尔地区圣博内所在上阿尔卑斯省的地方新闻。《普罗旺斯报》、阿尔卑斯第一广播、赞赞广播等是当地主要的地方性媒体。

## 相关人物
法兰西王国元帅弗朗索瓦·德·博纳·德·莱迪吉埃、法国机械工程师欧仁·埃罗和设计师约瑟夫-安德烈·莫特出生于圣博内。

## 友好城市
截至2023年1月，尚索尔地区圣博内暂未建立任何友好城市关系。